# フジテレビ系列日曜未明の競馬番組
ここでは、フジテレビ系列の放送局が毎週日曜日未明（毎週土曜日深夜）に放送している競馬関係のバラエティ番組についての概要を述べる。

## 概要
放送時間は現在、日曜未明に放送のスポーツニュース番組に引き続き、1:15 - 1:45を基本とする。
元々フジテレビでは前日の土曜日に行われたレースの結果をまとめる『中央競馬ダイジェスト』を制作し、一部東日本の局で放送していた（西日本地区はKBS京都が制作・放送しており、関西テレビでは制作していない）。
1998年4月12日（11日深夜）、フジテレビはこのダイジェストを内包させた上で当日の日中に行われるレースを予想するバラエティ番組として『うまなりクン』をスタートさせた。以後、数年おきにリニューアルを繰り返しているが、『うまッチ!』以降は1月開始・12月終了の放送形式が続いている。
関西テレビでは同年4月より主要GI開催当日未明（前日深夜）に『GI前夜祭』を単発番組として放送していたが、東日本に呼応するように2002年10月13日に『サタうま!』を開始。1年後には西日本主要局にネットを拡大した。
この枠は月曜未明の日曜版の実況とは異なり、あくまでも予想をメインとしていることからバラエティ番組としての位置づけもなされており吉本興業などのタレントが司会となったり頻繁にゲストとして出演するのも特徴となっている。
毎年『FNSの日』が放送される際は当枠自体が休止となる。それ以外では2007年8月19日に『うまなで』が馬インフルエンザ蔓延による影響で全レースが中止となったため、2011年3月13日に『うまプロ!』『サタうま!』が東日本大震災に伴う報道特別番組放送及び全レース中止のため、翌週3月20日に『サタうま!』が東日本大震災の被災者・被災地の心情を考慮したため、それぞれ臨時休止となっている。

## 現在放送している番組
いずれもフジテレビ系の一部の放送局のみの放送なので、競馬中継番組が放送されていても、どちらも放送しない場合がある。

### 東日本
- うまレボ!（2025年1月5日 - ）

### 西日本
- うまんちゅ（2012年1月8日 - 。4局ネット）

## 過去に放送していた番組

### 東日本
- 中央競馬ダイジェスト（1965年10月2日[2] - 1998年4月5日（4日深夜））

土曜版の放送が開始した当初は土曜日17時30分から15分間の番組として放送されていた。1968年4月より深夜の時間帯に放送され、放送時間が繰り下がり、日曜になってからの（未明帯での）放送になった。
現在は後続競馬番組内に内包された形で放送。また日曜版は現在も月曜未明に単独番組として放送されている。
- 巨泉・宮城の競馬大作戦（1976年4月 - 1980年3月[5]）
- うまなりクン（1998年4月12日 - 2002年9月29日（28日深夜））
- あしたのG（2002年10月6日 - 2004年12月26日）
- うまッチ!（2005年1月9日 - 2006年12月24日）
- うまなで〜UMA to NADESHIKO〜（2007年1月7日 - 12月23日）
- みんなのウマ倶楽部（2008年1月13日 - 2009年12月27日）
- うまプロ!（2010年1月10日 - 2011年12月25日）
- なまうま（2012年1月8日 - 12月23日）
- うまズキッ!（2013年1月6日 - 2016年12月25日）
- 馬好王国〜UmazuKingdom〜（2017年1月8日 - 2023年10月1日）
- ウマウマ! 〜アノミズキのビギナー育成TV〜（2023年10月8日 - 2024年12月22日）

### 西日本
- GI前夜祭（1998年4月 - 2002年6月：単発番組として放送）
- サタうま!（2002年10月13日 - 2011年12月25日）